# Zenochloris densepunctata
Zenochloris densepunctata là một loài bọ cánh cứng trong họ Cerambycidae.